# Koźmin Wielkopolski

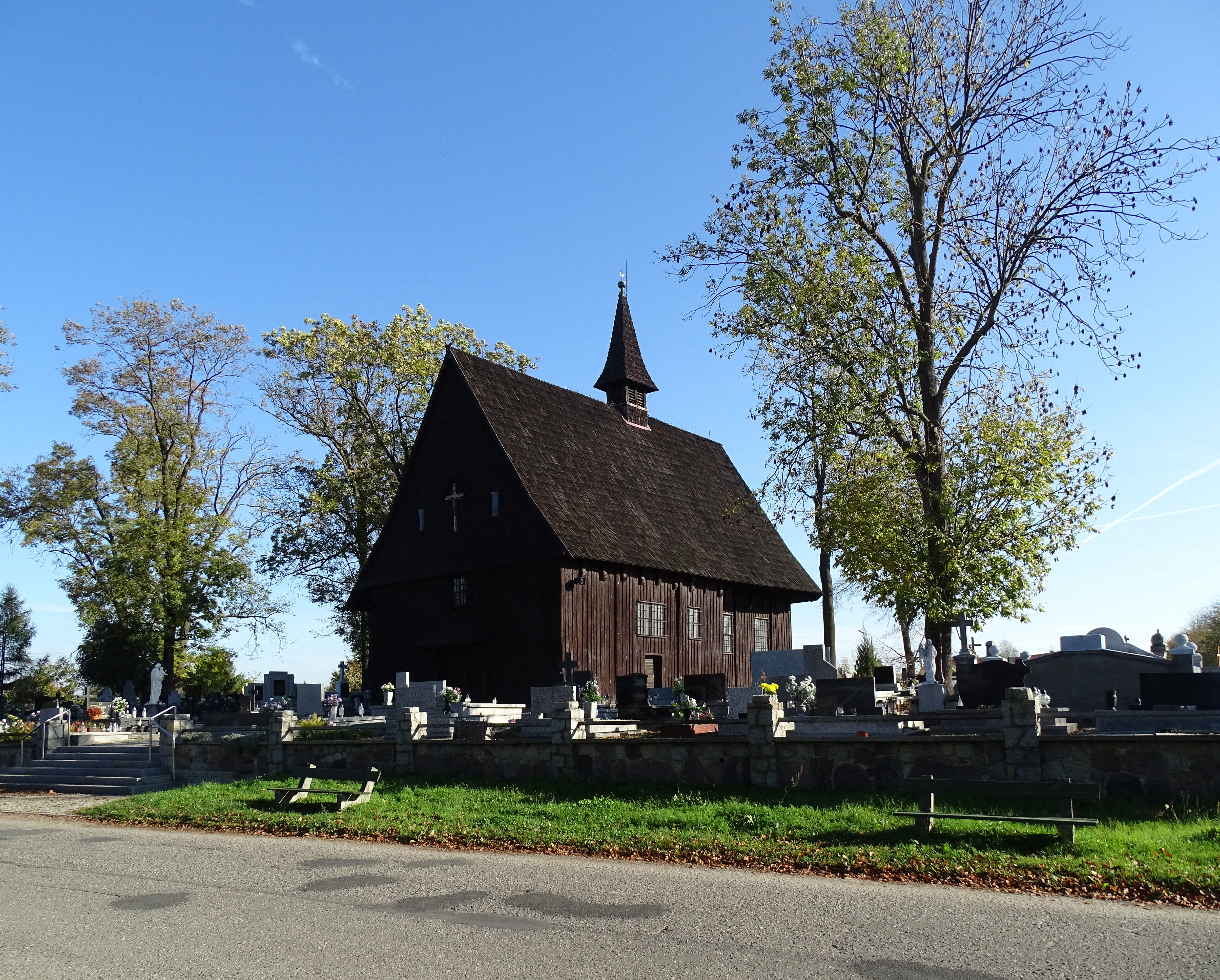
Szent Kereszt templom.

Koźmin Wielkopolski (1996-ig Koźmin) település Krotoszyn megyében, Nagy-Lengyelország vajdaságban, Lengyelországban. A településnek a 2009. december 31-i adatok szerint 6678 lakosa volt. Koźmin Wielkopolski járás székhelye, amelynek 2010-ben 13 739 lakosa volt.

## Története
A település már a 12. században lakott volt, és 1318-ban kapott városi jogokat. 1338-ban Nagy Kázmér a várost Maćko Borowiecnek adományozta, aki várat építtetett itt. A napjainkban a Zamkowa utcán található vár a mai napig használatban van: iskola és a helyi múzeum működik benne.
Az idők során a település többször gazdát cserélt, a 16. században a Górki, egy befolyásos nagy-lengyelországi nemesi család tulajdona volt, később a Sapieha családé lett. A Lengyel–Litván Unió idején az egyik legerősebb nagy-lengyelországi várnak számított. A második világháborúban német megszállás alá került, 1945. január 26-án szabadult föl. A település nevét az 1996-os helyi népszavazáson változtatták Koźminról a mostani formájára, amely 1997. január 1-én lépett hatályba.

## Gazdaság
A feldolgozóipart a következő ágazatok képviselik: kohászat, fa-, élelmiszer-, vegyipar. Szolgáltató és bevásárlóközpont is található a településen.

## Látnivalók
- Koźmini vár (épült: 14. század első fele)
  - Koźmini Múzeum (a várban)
- Szentháromság-fatemplom (épült: 1570)
- Szent Szaniszló-templom (épült: 1648-1670)
- Szent Lőrinc-templom (épült: 1462)
- Középkori szélmalom
- Fakeretes régi kórház (épült: 18. század)
- Klasszicista stílusú lakóházak

## Sport
A település futballcsapata, a KKS Biały Orzeł Koźmin Wielkopolski jelenleg a negyedik liga nagy-lengyelországi déli csoportjában szerepel.

## Testvértelepülések
- Hollandia, Drimmelen
- Németország, Bad Tennstedt
- Németország, Bellheim
- Magyarország, Balatonmáriafürdő

1. ↑  https://bdl.stat.gov.pl/api/v1/data/localities/by-unit/023015712034-0936925?var-id=1639616&format=jsonapi. (Hozzáférés: 2022. október 6.)